# Gábor Németh (Autor)

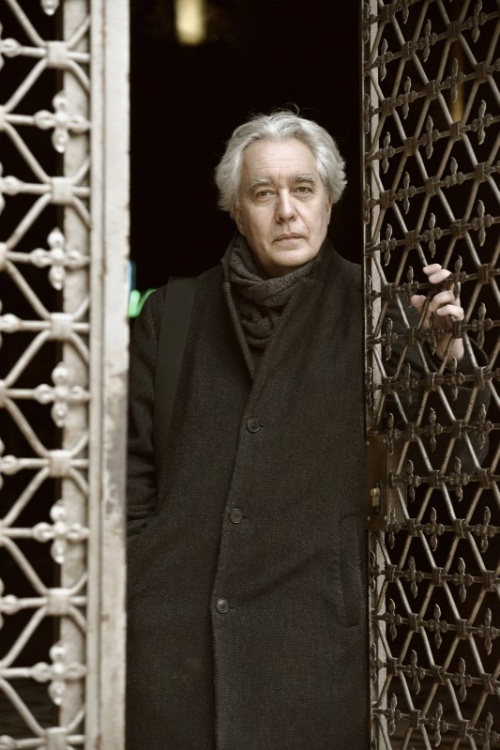
Gábor Németh

Gábor Németh (geboren 23. November 1956 in Budapest) ist ein ungarischer Schriftsteller.

## Leben
Gábor Németh studierte 1975 bis 1979 Ungarisch und Geschichte an der Budapesti Tanárképző Főiskola (Budapester Pädagogische Hochschule). Németh arbeitete für verschiedene Zeitschriften und war zwischen 1994 und 2007 als Kulturredakteur bei Magyar Rádió tätig. Er lehrt an der Hochschule für Film und Theater Budapest und schreibt auch Drehbücher und Theaterstücke. Er veröffentlichte Erzählungen, Romane und Essays.
Németh, der auch unter dem Pseudonym Gabriely György veröffentlicht, sieht sich als ungarischer Vertreter des „Posztmagyar“, einer Variante der Postmoderne: Schriftsteller zu sein – ist soviel, wie die Unordnung zu domestizieren (Gábor Németh: Angyal és bábu).
Németh wurde mit verschiedenen ungarischen Kulturpreisen ausgezeichnet, darunter: Móricz Zsigmond-ösztöndíj (1988),  beim Ungarischen Filmfestival (1998), József Attila-díj (2004), Szépírók Díj (2004), Márai Sándor-díj (2005) und der Déry Tibor-díj (2006).
Németh sieht sich als Literat und Jude in der ungarischen Gesellschaft der Regierung Viktor Orbán zunehmend ausgegrenzt und bezeichnete 2013 das historische Bewusstsein in Ungarn als Amnesistan.

## Werke (Auswahl)
- A tejszínről : prózák. Pozsony : Kalligram, 2007
- Zsidó vagy? Pozsony : Kalligram, 2004
  - Bist Du Jude? : Roman. Aus dem Ungar. von Terézia Mora. Mit einem Nachw. von György Dalos. Wien : Ed. Atelier 2011
- mit Zoltán Sebők: A mémek titokzatos élete. Pozsony : Kalligram, 2004
- Eleven hal. Budapest : József Attila Kör : Pesti Szalon Könyvkiadó, 1994
- Leer. Drama. Hevesi Sándor Színház. Zalaegerszeg, 1993
- A semmi könyvéből. Budapest : Holnap, 1992
- Angyal és bábu. 1990
- Fehér Ferenc : költő, író, műfordító. Kalocsa : Nagy Lajos Városi-Járási Könyvtár o. J. [Bibliografie von Ferenc Fehér (1933–1994)]